# Pterigeron
Pterigeron là một chi thực vật có hoa trong họ Cúc (Asteraceae).

## Loài
Chi Pterigeron gồm các loài: